# VM i ishockey 1992
Verdensmesterskabet i ishockey 1992 var det 56. VM i ishockey, arrangeret af IIHF. 
Der var tilmeldt 32 hold til mesterskabet – tre hold flere end den hidtidige deltagerrekord fra VM 1989 og syv flere end ved VM året før.
Det høje deltagerantal betød, at IIHF genindførte D-VM under det nye navn C2-VM, og samtidig skiftede C-VM navn til C1-VM. Mesterskabet blev altså afviklet i fire niveauer som A-, B-, C1- og C2-VM. De tolv bedste hold spillede om A-VM, de otte næste hold spillede om B-VM, de næste seks spillede C1-VM, mens de sidste seks hold spillede C2-VM.
A-VM i Prag og Bratislava, Tjekkoslovakiet i perioden 28. april – 10. maj 1992.
B-VM i Klagenfurt og Villach, Østrig i perioden 2. – 12. april 1992.
C1-VM i Humberside, Storbritannien i perioden 18. – 24. marts 1992.
C2-VM i Johannesburg, Sydafrika i perioden 21. – 28. marts 1992.
Sverige forsvarede med succes sin VM-titel fra året før og blev dermed verdensmester for sjette gang. I finalen vandt svenskerne 5-2 over arvefjenderne fra Finland, der dermed vandt sølv – finnernes første VM-medalje nogensinde. Bronzemedaljerne gik til Tjekkoslovakiet, som i bronzekampen vandt 5-2 over Schweiz. Schweizerne kunne trøste sig med at fjerdepladsen var den bedste schweiziske VM-placering siden 1953.
| A-VM 1992 | A-VM 1992       |
| --------- | --------------- |
| Guld      | Sverige         |
| Sølv      | Finland         |
| Bronze    | Tjekkoslovakiet |
| 4.        | Schweiz         |
| 5.        | Rusland         |
| 6.        | Tyskland        |
| 7.        | USA             |
| 8.        | Canada          |
| 9.        | Italien         |
| 10.       | Norge           |
| 11.       | Frankrig        |
| 12.       | Polen           |

| B-VM 1992 | B-VM 1992   |
| --------- | ----------- |
| 13.       | Østrig      |
| 14.       | Holland     |
| 15.       | Japan       |
| 16.       | Danmark     |
| 17.       | Bulgarien   |
| 18.       | Rumænien    |
| 19.       | Kina        |
| 20.       | Jugoslavien |

| C1-VM 1992 | C1-VM 1992     |
| ---------- | -------------- |
| 21.        | Storbritannien |
| 22.        | Nordkorea      |
| 23.        | Australien     |
| 24.        | Ungarn         |
| 25.        | Belgien        |
| 26.        | Sydkorea       |

| C2-VM 1992 | C2-VM 1992 |
| ---------- | ---------- |
| 27.        | Spanien    |
| 28.        | Sydafrika  |
| 29.        | Grækenland |
| 30.        | Israel     |
| 31.        | Luxembourg |
| 32.        | Tyrkiet    |

| Sport | Spire Denne artikel om sport er en spire som bør udbygges. Du er velkommen til at hjælpe Wikipedia ved at udvide den. |